# Pat le Pirate
Pat le Pirate (Piet Piraat) est une série télévisée belge néerlandophone créée par Danny Verbiest, Gert Verhulst et Hans Bourlon, produite par Studio 100, et diffusée à partir du 24 décembre 2001 sur la chaîne Ketnet de la VRT.
Elle est également diffusée aux Pays-Bas sur la NPO, en Espagne et en Allemagne (chaîne Junior TV) sous le titre respectif de Pete el Pirata et Piet Pirat.
En 2007, la série fait son apparition en Belgique francophone sur la chaîne Club RTL.

## Synopsis
Pat le Pirate navigue à la recherche d'aventure sur toutes les mers du monde. Son bateau est dénommé La barge penchée (De Scheve Schuit) sur lequel se trouve un drôle d'équipage.

## Distribution
- Peter Van De Velde : (VF : Mathieu Moreau) : Pat le Pirate (Piet Piraat)
- Anke Helsen : (VF : Monique Schlusselberg) : Betty Balèze (Stien Struis)
- Dirk Bosschaert (nl) (VF : Martin Spinhayer) : Bruno La Panade (Berend Brokkenpap)
- Dirk Van Vooren : Bouche Cousue (Steven Stil)
- Vic De Wachter : Le narrateur (Verteller)